# Paul Sondaar
Paul Yves Sondaar (* 22. Juli 1934 in Gif-sur-Yvette, Frankreich; † 25. März 2003 in Middelburg) war ein niederländischer Paläontologe, der sich mit fossililen Pferden und Inselsäugetieren befasste.

## Leben
Sondaar besuchte von September 1946 bis Juni 1951 das Gymnasium, und im September desselben Jahres begann er sein Studium an der Universität Utrecht, das er im Januar 1956 mit einem Diplom in Geologie, Mineralogie, Paläontologie, Zoologie, Botanik und Chemie abschloss. Im Dezember 1958 erlangte er seinen Master-Abschluss in den Fächern Paläontologie, Geologie und Sedimentologie. Von Dezember 1958 bis November 1960 forschte er während seines Geologiestudiums über die Gattung Hipparion aus Spanien, die Gegenstand seiner Dissertation war. An der Universität war Sondaar ein Schüler von Gustav Heinrich Ralph von Koenigswald, der bis 1968 an der Universität Utrecht lehrte und dann an das Forschungsinstitut Senckenberg in Frankfurt am Main wechselte. Nach der Erlangung seines Doktorgrades, erhielt Sondaar Ende 1960 ein Stipendium der niederländischen Wissenschaftsstiftung (Nederlandse Organisatie voor Zuiver-Wetenschappelijk Onderzoek ZWO, heute Nederlandse Organisatie voor Wetenschappelijk Onderzoek, NWO), um die Evolution des Pferdes zu studieren. Im Rahmen dieser Forschung besuchte Sondaar viele Museen in den Vereinigten Staaten, darunter das American Museum of Natural History, das Yale Peabody Museum, das Museum of Comparative Zoology, die Smithsonian Institution und die University of California, Berkeley. Von November 1961 bis September 1963 absolvierte er seinen Wehrdienst.
Anschließend wurde Sondaar wissenschaftlicher Mitarbeiter am Institut für Paläontologie der Universität Utrecht, ein Engagement, das bis zu seiner unfreiwilligen und vorzeitigen Pensionierung infolge einer extremen Budgetkürzung im Dezember 1992 andauerte. Er unterrichtete allgemeine Paläontologie und Wirbeltierpaläontologie, hielt Feldkurse in Stratigraphie für Doktoranden ab und betrieb Studien zur Wirbeltier- und Säugetier-Paläontologie. Seine Projekte konzentrierten sich auf die Evolution der Pferde, auf fossile Inselsäugetiere und die Inselevolution im Allgemeinen sowie auf fossile Säugetiere aus den Niederlanden, Pakistan und Indonesien. Für seine Feldforschungen bereiste Sondaar die pakistanischen Siwalik Hills (von 1964 bis Ende der 80er Jahre), die Mittelmeerinseln Zypern, Kreta, Karpathos, Mallorca, Menorca, Sardinien und Lesbos und – ab 1980 – verschiedene indonesische Inseln wie Java, Sulawesi und Flores. Auf Kreta sammelte er 1973 fossile Überreste des Kreta-Zwergmammuts, auf Sardinien betrieb er ab 1982 Pionierarbeit bei der paläontologischen Erschließung der Grotta Corbeddu, insbesondere bei der Freilegung von Hirschfossilien. Auf Flores entdeckte er mit seinem Schüler Fachroel Aziz am Oberlauf des Flusses Ae Sissa, im Bereich der Fundstelle Mata Menge im Soa-Becken, Steinwerkzeuge von Homo erectus sowie Knochen des Zwergrüsseltiers Stegodon, deren Alter anhand einer Zirkon-Spaltspurdatierung auf 880.000 (± 70.000) bis 800.000 (± 70.000) Jahre BP datiert wurde.
Sondaar veröffentlichte mehrere Schriften über Hipparion. Er beschrieb die Lage der Gelenkflächen im Sprunggelenk sowie in den Jahren 1971 und 1998 die neuen Arten Hipparion fissurae und Hipparion heintzi. Ursprünglich wollte er den Gattungsnamen Antihippus einführen, jedoch kam es nie zur gültigen wissenschaftlichen Veröffentlichung. Weitere von Sondaar beschriebene Taxa sind Hippopotamus creutzburgi, Pseudoltinomys gliriformis, Isolalutra cretensis und die Gattung Phanourios.
1976 war Sondaar Mitglied beim Kongress Major Patterns in Vertebrate Evolution in London. Sein Vortrag Insularity and its Effect on Mammal Evolution wurde ein Jahr später veröffentlicht. Darin benutzte er den Begriff Sweepstake Route, der 1940 von George Gaylord Simpson (1902–1984) eingeführt wurde, um die Art und Weise zu beschreiben, wie es bestimmten Tierarten gelingt, Inseln zu bevölkern, während andere Gruppen dies nicht schaffen.
Sondaar veröffentlichte mehr als 200 wissenschaftliche und populärwissenschaftliche Artikel sowie Kinderbücher.

## Dedikationsnamen
Nach Sondaar sind die Arten Occitanomys sondaari (1976), Turkodimylus sondaari (1995), Stegodon sondaari (1997) und Sus sondaari (1999) benannt.